# Carl Stooss

Carl Stooss (etwa 1908)

Carl Stooss (auch: Carl Stooß) (* 13. Oktober 1849 in Bern; † 24. Februar 1934 in Graz) war ein Schweizer Strafrechtler. Er gilt als geistiger Schöpfer des schweizerischen Strafgesetzbuches.

## Leben
Carl Stooss wurde in Bern als Sohn des Regierungsrates Sigmund Karl Stooss und der Julie von Rümelin geboren, besuchte in Bern die Schule und begann 1868 an der dortigen Universität ein Studium in Rechtswissenschaften. Er trat der Studentenverbindung Zofingia bei und war in den Jahren 1871–1872 deren Centralpräsident. Nach Auslandssemestern an den Universitäten Leipzig und Heidelberg schloss er 1873 sein Studium mit der Prüfung zum Fürsprecher ab. Daraufhin war er als Rechtsanwalt, Gerichtspräsident und ab 1879 als Privatdozent für bernisches Prozess- und Zivilprozessrecht an der Universität Bern tätig. 1882 wurde er dort zum ordentlichen Professor für Strafrecht, Strafprozess- und Zivilprozessrecht gewählt. 1885 legte er sein Amt nieder, wurde vorübergehend Mitglied des bernischen Obergerichts und liess sich 1890 wiederum in Bern zum Professor für vergleichendes schweizerisches und eidgenössisches Strafrecht wählen.
Zwischen 1890 und 1896 arbeitete er im Auftrag des Eidgenössischen Justiz- und Polizeidepartements an einer Vereinheitlichung und Reform der schweizerischen Strafrechtsgesetzgebung. 1890 legte er ein Quellenbuch über die kantonalen Strafrechtsordnungen vor, zwei Jahre später zwei Bände über die Grundzüge des schweizerischen Strafrechts. Schliesslich publizierte er 1893 den Vorentwurf zu einem Allgemeinen Teil des Schweizerischen Strafgesetzbuches, der die Grundlage war für das 1942 in Kraft getretene schweizerische Strafgesetzbuch. Darin schlug er vor, das traditionelle Strafensystem durch ein Massnahmensystem zu ergänzen, was massgeblich die europäische Kriminalpolitik des 20. Jahrhunderts beeinflusste.
Aus wirtschaftlichen Gründen folgte er 1896 einer Berufung als Strafrechtsprofessor an die Universität Wien. 1919 wurde er emeritiert. Ab 1923 lebte er von der ihm gewährten österreichischen Staatspension in Graz, wo er im Alter von 84 Jahren verstarb.
Im Jahr 1936 wurde in Wien-Floridsdorf (21. Bezirk) die Stooßgasse nach ihm benannt.

## Wichtigste Werke
- Die schweizerischen Strafgesetzbücher zur Vergleichung zusammengestellt. Basel/Genf, 1890.
- Die Grundzüge des schweizerischen Strafrechts. Im Auftrage des Bundesrathes vergleichend dargestellt. Basel/Genf, 1892–1893 (online, PDF (Memento vom 4. März 2016 im Internet Archive); 17,7 MB).
- Vorentwurf zu einem Schweizerischen Strafgesetzbuch: Allgemeiner Teil. Im Auftrage des Bundesrathes ausgearbeitet von Carl Stooss. Basel/Genf, 1893.
- Chirurgische Operation und ärztliche Behandlung: Eine strafrechtliche Studie. Berlin, 1898.
- Lehrbuch des österreichischen Strafrechts. 1908 (2. Auflage 1913).
- Carl Stooss, Rechtswissenschaft der Gegenwart in Selbstdarstellungen, Band 2, Leipzig, 1924.